# Iglesia de San Pedro y San Pablo (Tiflis)
La Iglesia de San Pedro y San Pablo  (en georgiano:  თბილისის წმინდა პეტრესა და პავლეს კათოლიკური ეკლესია) es una iglesia católica en Tiflis, la capital de Georgia. El Papa Juan Pablo II celebró misa allí durante su visita a Georgia en octubre de 1999.
La iglesia fue construida entre 1870 y 1877 por iniciativa de Konstantine Zubalashvili, un miembro importante de la comunidad católica de Georgia. El proyecto fue confiado al arquitecto Albert Zaltsman. El estilo de la iglesia se caracteriza por un marcado estilo barroco.
La entrada de la iglesia se encuentra al oeste. Por encima de la puerta principal de madera hay un rosetón decorado con adornos florales y una paloma. La fachada está dividida por pilastras y arcos de un más intenso amarillo de Corinto que el resto de la estructura.